# Municipio de Brandon (Míchigan)
El municipio de Brandon (en inglés: Brandon Township) es un municipio ubicado en el condado de Oakland en el estado estadounidense de Míchigan. En el año 2010 tenía una población de 15175 habitantes y una densidad poblacional de 162,86 personas por km².

## Geografía
El municipio de Brandon se encuentra ubicado en las coordenadas 42°50′34″N 83°23′46″O / 42.84278, -83.39611. Según la Oficina del Censo de los Estados Unidos, el municipio tiene una superficie total de 93.18 km², de la cual 90.93 km² corresponden a tierra firme y (2.42%) 2.25 km² es agua.

## Demografía
Según el censo de 2010, había 15175 personas residiendo en el municipio de Brandon. La densidad de población era de 162,86 hab./km². De los 15175 habitantes, el municipio de Brandon estaba compuesto por el 95.98% blancos, el 0.84% eran afroamericanos, el 0.4% eran amerindios, el 0.86% eran asiáticos, el 0.03% eran isleños del Pacífico, el 0.55% eran de otras razas y el 1.34% pertenecían a dos o más razas. Del total de la población el 3.06% eran hispanos o latinos de cualquier raza.